# Musée du Bagage

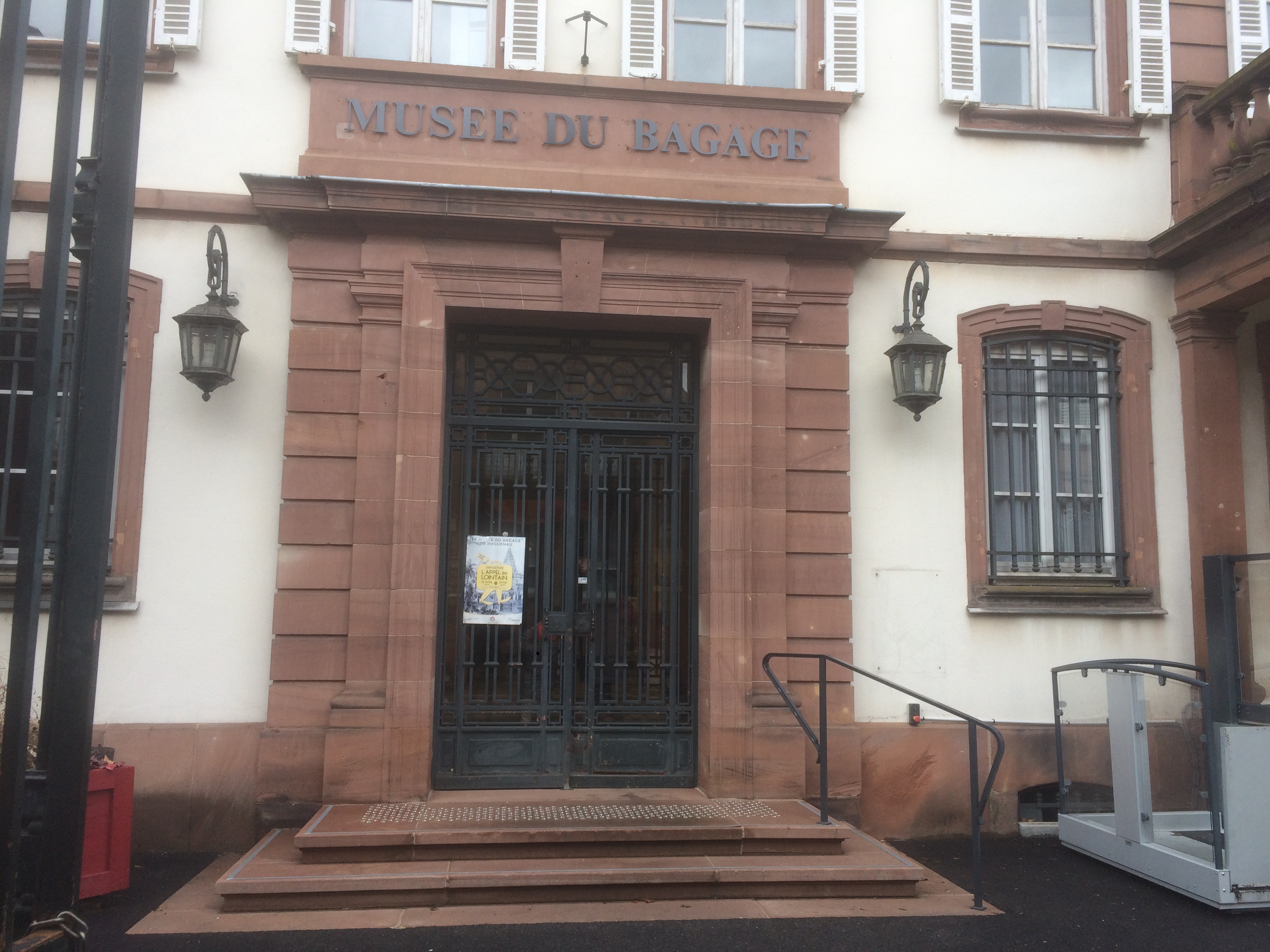
Haupteingang des Museums

Das Musée du Bagage (Gepäckmuseum) ist eines der drei Museen der Gemeinde Hagenau im Elsass (heute Région Grand Est, Frankreich).
Das Museum geht aus der Privatsammlung eines Hagenauer Ehepaars hervor und wurde am 22. April 2016 eröffnet. Es befindet sich in der Nähe der Georgskirche, in einer 1840 erbauten ehemaligen Prachtvilla, die 1922 bis 2004 als Niederlassung der Banque de France diente. Das Museum beherbergt eine Sammlung von 600 historischen Reisekoffern, -truhen und -accessoires, darunter luxuriöse Unikate von Louis Vuitton und anderen geschichtsträchtigen französischen Lederwarenherstellern.